# Ulrika Olsson
Ulrika Olsson (født 4. december 1990) er en svensk håndboldspiller, som spiller i Skuru IK.